# Грасс, Михаил Дмитриевич
Михаил Дмитриевич Грасс (род. 15 января 2004, Челябинск) — российский хоккеист, нападающий.

## Биография
Начинал играть в челябинских школах «Белые медведи» и «Трактор» (с 2012 года). В 2015 году перешёл в систему магнитогорского «Металлурга». С сезона 2021/22 — игрок команды МХЛ «Стальные лисы». В сезоне 2023/24 дебютировал в КХЛ, также стал играть за «Южный Урал» Орск в ВХЛ.